# Naiadi

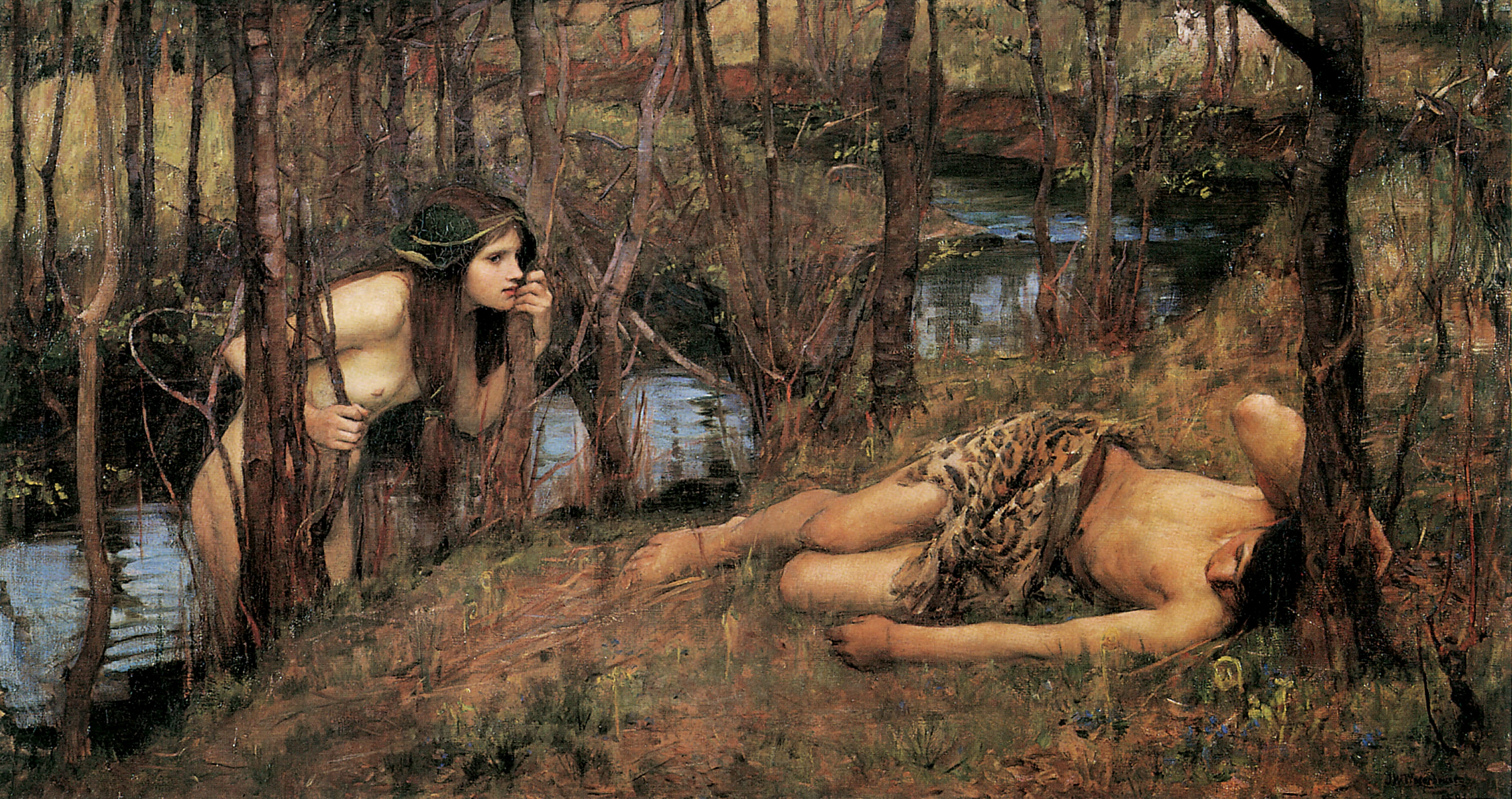
The Naiad (La Naiade) di John William Waterhouse, 1893. Questo dipinto mostra la Naiade Melite che va verso Ila, che dorme avvolto in una delle sue pelli di animale.

Le Naiadi (in greco antico: Ναϊάδες?, Naiádes, da νάειν, "fluire", e νᾶμα, "acqua corrente") sono figure della mitologia greca.

## Descrizione
Sono le ninfe che presiedono a tutte le acque dolci della terra e possedevano facoltà guaritrici e profetiche; sono esseri di sesso femminile, perlopiù immortali, mentre alcune sono mortali seppur dotate di una vita longeva. Si distinguono in:
- Potamidi, ninfe dei fiumi
- Pegee, ninfe delle sorgenti
- Crenee o Creniadi, ninfe delle fontane
- Limniadi, ninfe dei laghi
- Eleadi, ninfe delle paludi

La loro origine varia sia a seconda dei mitografi sia a seconda delle leggende. Omero, per esempio, si riferisce a loro chiamandole "figlie di Zeus", altrove sono legate alla stirpe di Oceano, ma per la maggior parte degli autori sono semplicemente figlie del dio del fiume in cui abitano. Qualunque fosse la loro origine è comunque certo che le Naiadi erano personaggi familiari all'immaginazione ellenistica: non solo ogni corso d'acqua aveva almeno una Naiade associata, ma questi personaggi femminili venivano molto spesso anche usati per spiegare alcuni fenomeni, acquistando così una funzione molto importante nelle leggende locali.
Si credeva che avessero poteri curativi: i malati bevevano l'acqua delle loro fonti o vi si immergevano, anche se più raramente; quest'atto era, infatti, considerato sacrilego e si poteva rischiare di incorrere nella collera e nella vendetta delle dee, che si manifestavano sotto forma di malattie particolari. A Roma, lo stesso Nerone, dopo essersi immerso nella fonte della Marcia, fu colto da una paralisi e una febbre che lo abbandonarono alcuni giorni dopo.
Il culto delle Naiadi, che erano considerate benefiche divinità della salute, ebbe maggior diffusione fra i contadini, i quali le onoravano con offerte di fiori, frutta e latte.
Sono distinte dalle divinità acquatiche, che rappresentavano gli stessi fiumi, e dagli antichissimi spiriti che abitavano le tranquille acque delle paludi, degli stagni e delle lagune o dei laghi, come per la pre-micenea Lerna nell'Argolide. Le Naiadi sono associate con le acque fresche, come le Oceanine per le acque salate e le Nereidi del Mediterraneo; ma poiché i greci pensavano che le acque del mondo costituissero un unico sistema, che penetrava dal mare nei profondi spazi cavernosi della terra, c'è stata talvolta qualche sovrapposizione. Aretusa, la ninfa di una sorgente, era capace di spostarsi attraverso correnti sotterranee dal Peloponneso per riaffiorare in Sicilia, nell'isola di Ortigia.

### Le Naiadi conosciute
- Aba
- Abarbarea
- Acrea
- Anchinoe
- Aretusa
- Caliadne
- Calliroe
- Castalia
- Ciane
- Cillene

- Cleocaria[1]
- Creusa
- Dafne
- Egeria
- Egle
- Eubea
- Evadne
- Lara
- Limnee

- Liriope
- Melite
- Metope
- Pallade
- Peribea
- Pirene
- Polisso
- Prassitea
- Rodope
- Salmace
- Zeusippe

## Riprese nella letteratura moderna
- Nell'Orlando innamorato di Matteo Maria Boiardo sono presenti alcune Naiadi.